# نورالدین زنگی

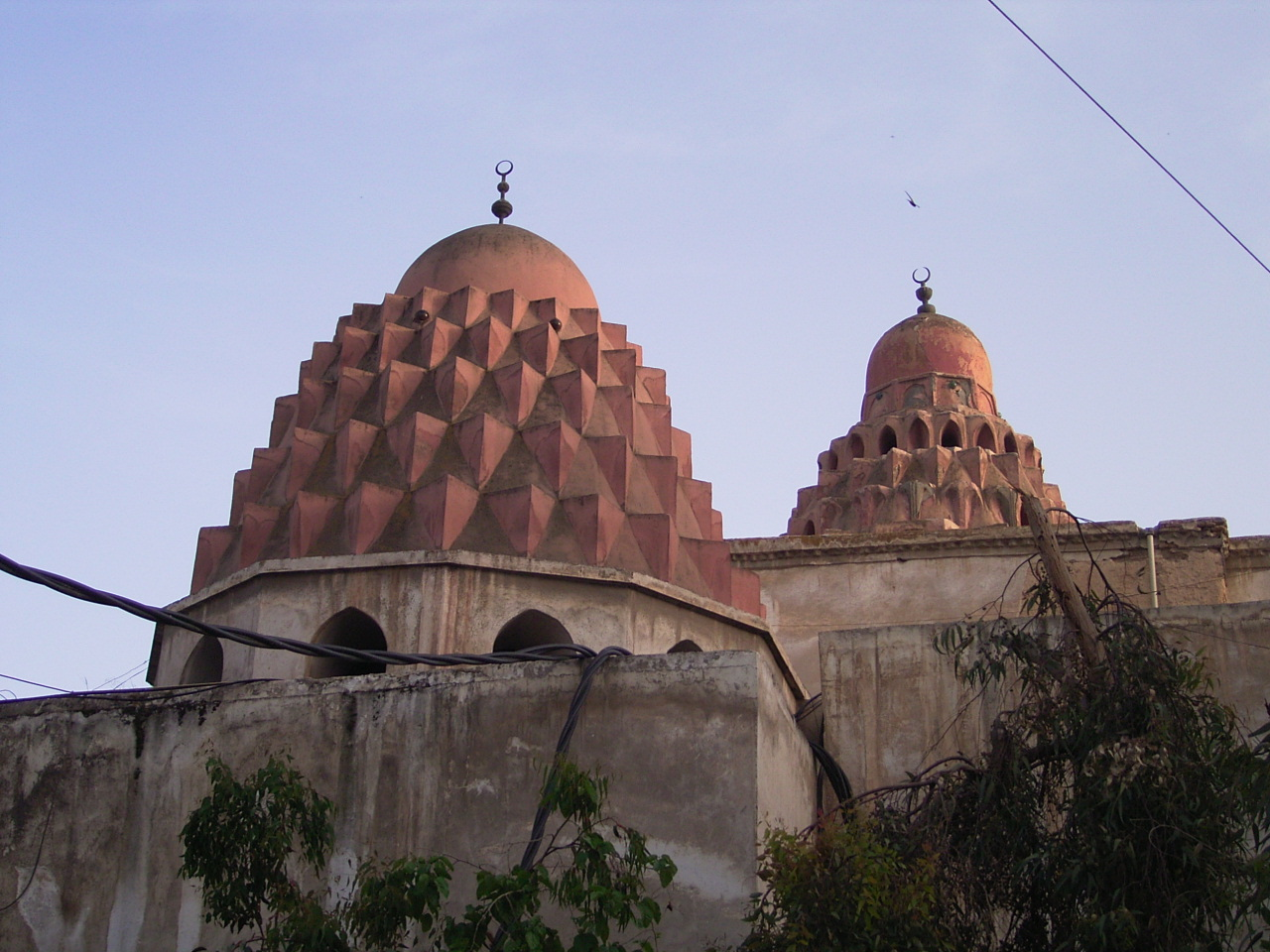
مدرسه نورالدین زنگی در دمشق

نورالدین زنگی (۱۱۱۸ فوریه ۱۵ می ۱۱۷۴)، از حاکمان تُرک حکومت زنگیان بود که بر سوریه حکومت می‌کرد. او از سال ۱۱۴۶ تا ۱۱۷۴ حاکم بود.
نورالدین، پسر دوم عماد الدین زنگی، بود. او در زمان جنگهای صلیبی در سوریه بود. پس از مرگ پدرش در ۱۱۴۶، نورالدین و برادر بزرگترش سیف الدین غازی پادشاهی را بین خود تقسیم کردند، نور الدین حکومت حلب و سیف الدین غازی (غزوه کننده با کافران) حکومت خود را در موصل ایجاد کرد. نورالدین به محض این که حکومتش را آغاز کرد به انطاکیه حمله و قلعه‌های متعددی را در شمال سوریه تصرف کرد، در حالی که در همان زمان، ژوسلین دوم حاکم ادسایی برای بازیابی شهرهای از دست رفته تلاش می‌کرد، ولی سرانجام شهر ادسا توسط زنگیان در سال ۱۱۴۴ فتح شد و نورالدین تمام جمعیت مسیحی شهر ادسا را، به دلیل کمک به ژوسلین دوم مجازات کرد.
وی با شکست صلیبیون و فتح دمشق در سال ۱۱۵۴، شمال و جنوب سوریه را به هم متصل ساخت و در نتیجه برای اولین بار پس از چهارصد سال، سوریه تحت کنترل حاکمیت محلی قرار گرفت.

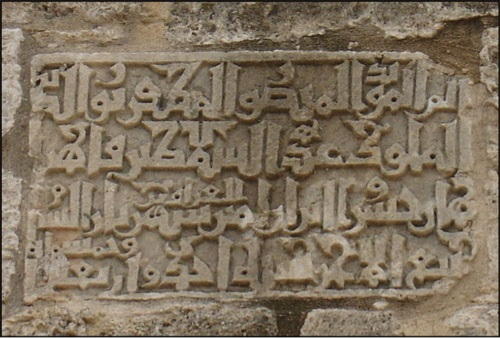
سنگ‌نوشته نورالدین زنگی در سوریه که نوشته است: لم‌الموید المنصور المظفر النورالدین/الملوک عده سلاطین قاهر/ جهان‌خسرویِ ایران، امیرالعراقین، شهریارِ شام/ربیع‌الآخر سنه الاحدی واربعین خمسمایه

نورالدین زنگی با بیعت ظاهری با خلیفه بغداد در سال ۱۱۴۶ جانشین پدرش به عنوان اتابک (حاکم) حلب شد. قبل از حکومت وی، دلیل عمده موفقیت صلیبیون در نبرد با مسلمانان، اختلاف نظر حاکمان مسلمان منطقه بود که قادر به تشکیل جبهه نظامی واحد در برابر اشغالگران صلیبی نبودند. نورالدین در تلاش برای بیرون راندن صلیبی‌ها از سوریه و فلسطین، لشکرکشی‌های نظامی علیه صلیبیون انجام داد. نیروهای وی ادسا را پس گرفتند و در سال ۱۱۴۹ به منطقه مهم نظامی انطاکیه حمله کردند و در سال ۱۱۵۴ دمشق را به تصرف خود درآوردند. نورالدین زنگی فرمانروایی توانا و حاکمی عادل بود که به دلیل تقوا و شجاعت شخصی نیز مورد توجه قرار گرفت. وی فردی زاهد بود و از دریافت پاداش مالی فتوحاتش چشم پوشی می‌کرد، در عوض، او از غنایم جنگی برای ساختن مساجد، مدارس، بیمارستان‌ها و کاروانسراهای متعدد استفاده کرد. پیش از مرگ، حکومت وی در سوریه، مصر و مناطقی از عراق و آناتولی به رسمیت شناخته شد.

## جنگ علیه صلیبیون

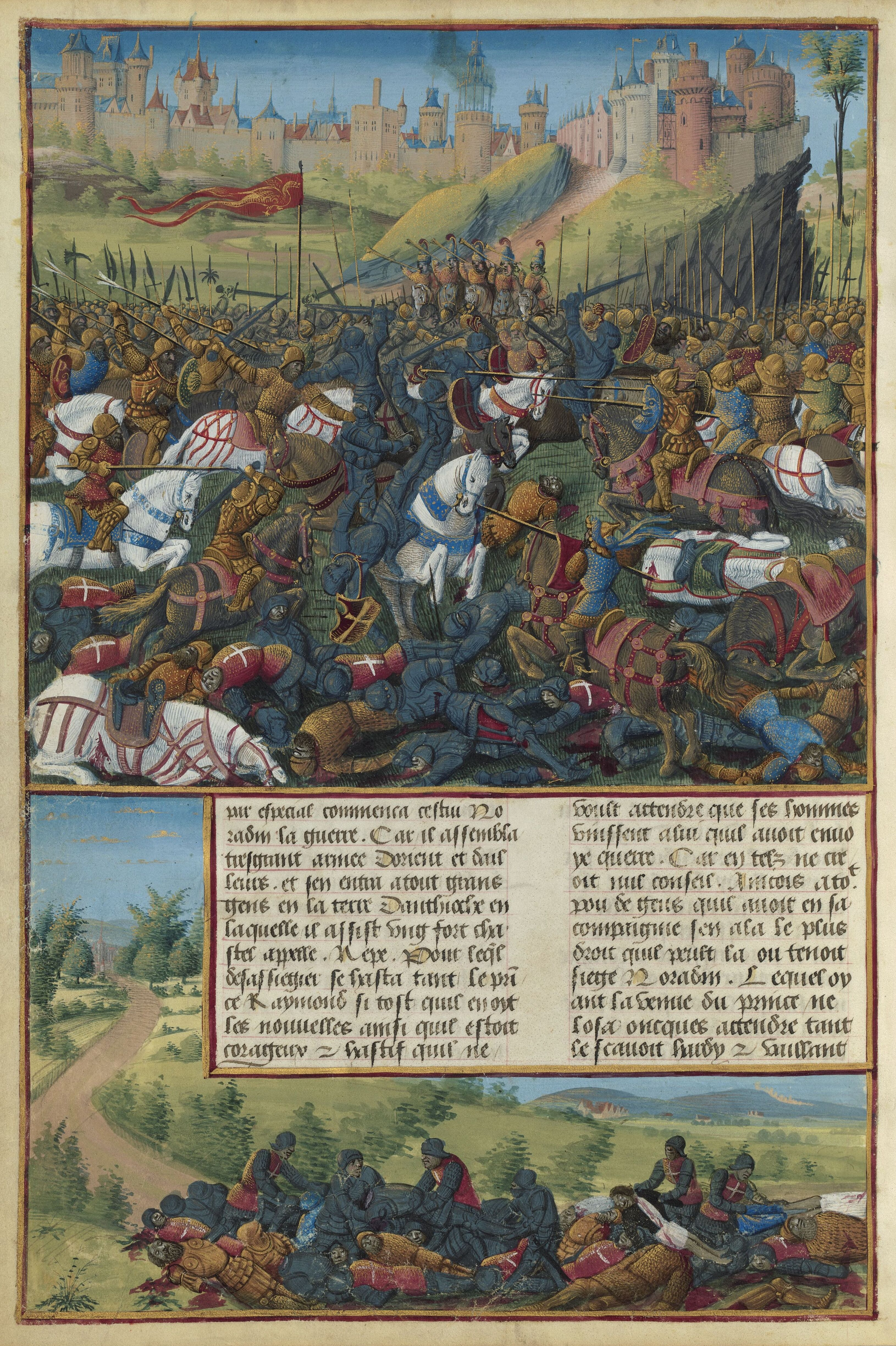
نبرد اناب طی جنگ صلیبی دوم

نورالدین به دنبال اتحاد با همسایگان مسلمان خود در شمال عراق و سوریه به منظور تقویت جبهه اسلامی در برابر دشمنان غربی بود. او در سال ۱۱۴۷ با امضای یک معاهده دو جانبه با معین الدین، فرماندار دمشق، بخشی از این قرارداد، ازدواج با دختر معین الدین عصمت الدین خاتون است. معین الدین و نور الدین شهر بصری محاصره می‌کنند در سال ۱۱۴۸، جنگهای صلیبی دوم شروع می‌شود (محاصره دمشق) به رهبری لوئی هفتم پادشاه فرانسه و کنراد سوم از آلمان می‌باشد. دلیل اصلی نبرد را پیروزی نور الدین و زیان صلیبیون در آسیای صغیر و تصرف ادسا (محاصره ادسا) توسط مسلمانان می‌دانند. نورالدین در سال ۱۱۴۹ در جریان جنگ صلیبی دوم و در نبرد اناب، ارتش متحد شاهزاده‌نشین انطاکیه (به رهبری ریموند پواتیه) و حشاشین (به رهبری علی بن وفا) را به سختی شکست داد.

## مرگ

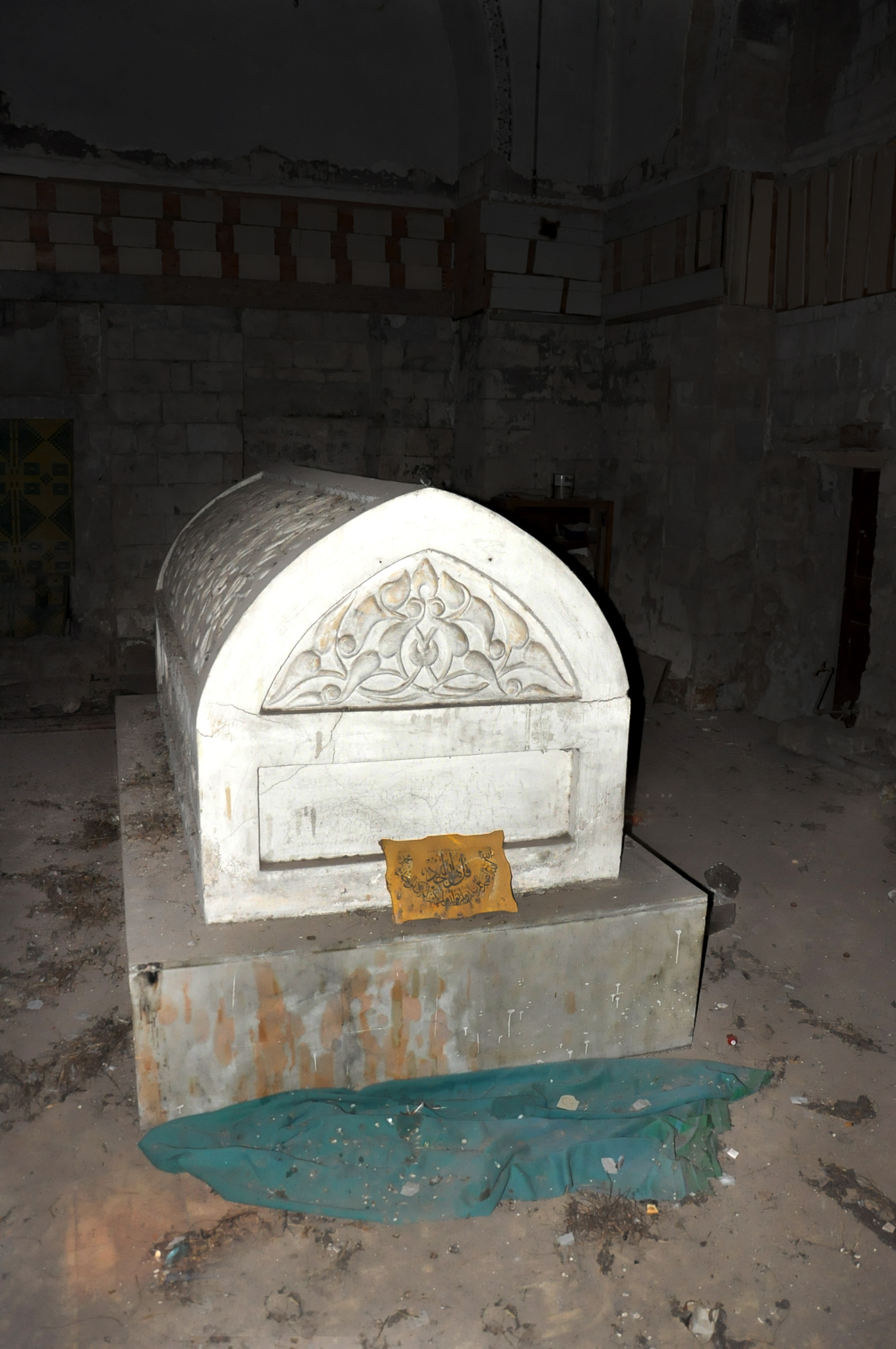
آرامگاه نورالدین زنگی، واقع در مدرسه نورالدین زنگی در دمشق

هنگامی که نور الدین بدلیل بالا گرفتن اختلافات با صلاح الدین ایوبی در آستانه حمله به مصر بود، دچار یک تب (بیماری دیفتری) می‌شود. و در سن ۵۹ سالگی در ماه مه ۱۱۷۴ درگذشت. او در دمشق، به خاک سپرده شد.